# Gare de Bourg-en-Bresse
Pour les articles homonymes, voir Gare de Bourg.
La gare de Bourg-en-Bresse est une gare ferroviaire française. C'est un important nœud ferroviaire, avec les lignes : de Mâcon à Ambérieu, de Bourg-en-Bresse à Bellegarde, de Mouchard à Bourg-en-Bresse et de Lyon-St-Clair à Bourg-en-Bresse. Elle est située sur le territoire de la commune de Bourg-en-Bresse, dans le département de l'Ain, en région Auvergne-Rhône-Alpes.
Elle est mise en service en 1856 par la Compagnie du chemin de fer de Lyon à la Méditerranée (LM), avant de devenir une gare du réseau de la Compagnie des chemins de fer de Paris à Lyon et à la Méditerranée (PLM).
C'est une gare de la Société nationale des chemins de fer français (SNCF), desservie par des TGV Lyria et des trains TER Auvergne-Rhône-Alpes et TER Bourgogne-Franche-Comté.

## Situation

### Situation géographique
La gare est située à proximité du centre-ville, dans le quartier éponyme.
L'entrée principale, à l'est, de la gare longe l'avenue Pierre-Semard, tandis que l'entrée ouest se fait depuis la rue du Peloux.

### Situation ferroviaire
Établie à 241 mètres d'altitude, la gare de bifurcation de Bourg-en-Bresse est située au point kilométrique (PK) 37,012 de la ligne de Mâcon à Ambérieu, entre les gares ouvertes de Polliat et de Saint-Martin-du-Mont. La gare fermée de La Vavrette-Tossiat s'intercale en direction de Saint-Martin-du-Mont.
Elle est également : l'origine, au PK 0,000, de la ligne de Bourg-en-Bresse à Bellegarde (dite aussi ligne du Haut-Bugey), avant la gare de Ceyzériat, et l'aboutissement : au PK 505,486 de la ligne de Mouchard à Bourg-en-Bresse, au PK 65,146 de la ligne de Lyon-Saint-Clair à Bourg-en-Bresse, après la gare de Servas - Lent. Elle était aussi au PK 77,804 l'aboutissement de l'ancienne Ligne de Chalon-sur-Saône à Bourg-en-Bresse.

## Histoire
La gare de Bourg est mise en service le 23 juin 1856 par la Compagnie du chemin de fer de Lyon à la Méditerranée (LM), lorsqu'elle ouvre à l'exploitation les 32 kilomètres de la section de Bourg à Ambrieu. Ce deuxième élément de sa ligne de Lyon à Genève permet des circulations entre Bourg et la gare de Lyon-Saint-Clair en 2 heures 30. Lors de cette ouverture la compagnie utilise une gare provisoire installée à la limite ouest de la ville. Le chantier de construction de la gare définitive est à peine débuté sur le site situé entre la promenade du Mail et la route de Lyon. Le bâtiment définitif est ouvert aux voyageurs au printemps 1857.
Elle devient une gare de passage le 6 juin 1857, lorsque la compagnie ouvre les 34 kilomètres de Bourg à la rive gauche de la Saône. La voie s'arrête au bord de la rivière du fait d'un retard pris sur la construction du viaduc, un service de bateaux est organisé pour faire traverser les voyageurs en environ trente minutes. Le viaduc permettra la continuité de la ligne à partir du 20 juillet 1857.
Dès le 1er août 1864, la mise en service de la ligne entre Bourg-en-Bresse et Lons-le-Saunier, par le PLM a été effectuée. Le 1er septembre 1866 a eu lieu la mise en service de la ligne entre Bourg-en-Bresse et Sathonay, par la Compagnie de la Dombes.

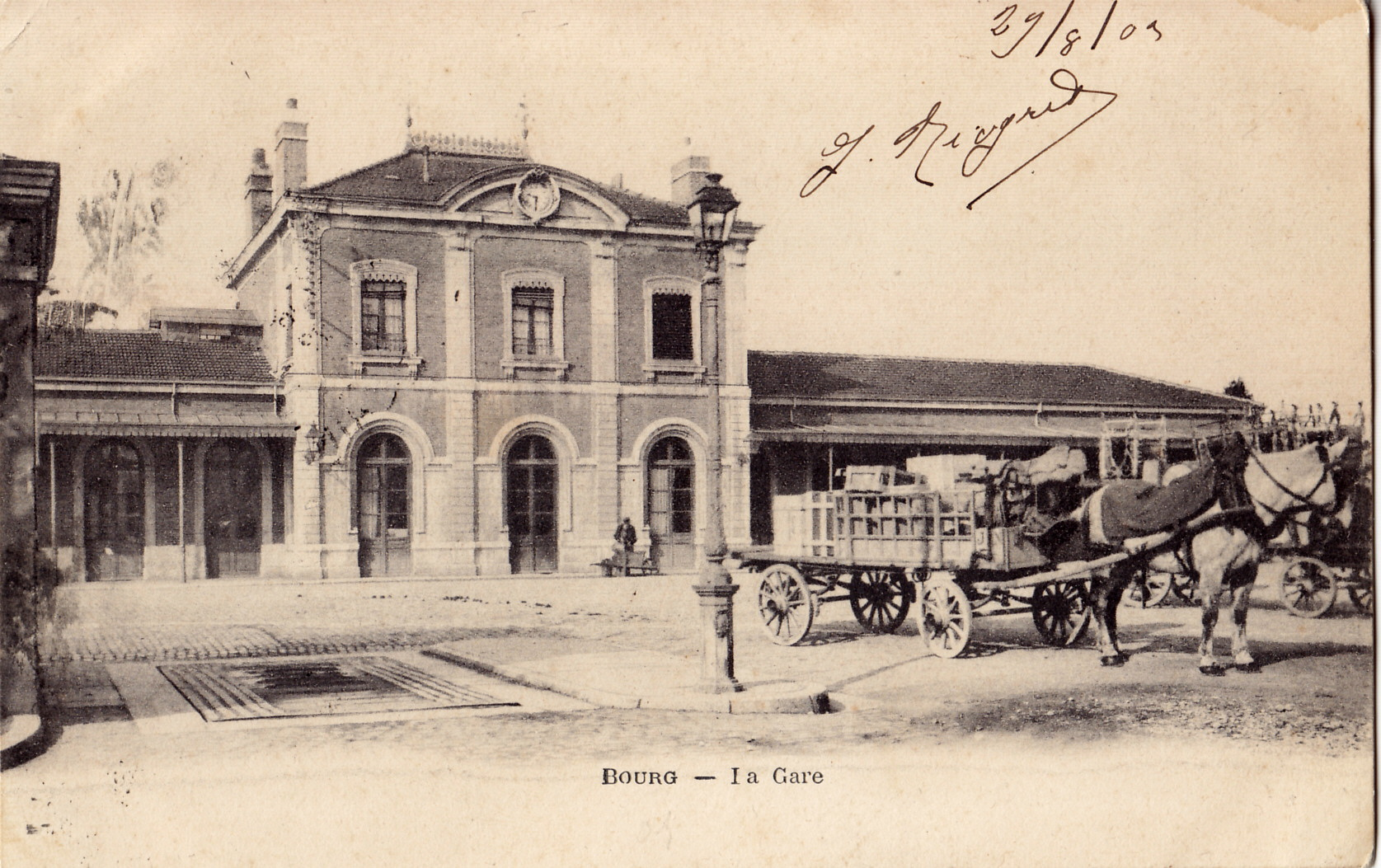
La gare, vers 1900.

Dix ans plus tard, le 10 mars 1876, s'est déroulée la mise en service de la ligne entre Bourg-en-Bresse et Simandre-sur-Suran, par la Compagnie des Dombes et du Sud-Est ainsi que le 6 juillet 1876, celle de la ligne entre Simandre-sur-Suran et Cize-Bolozon, par la Compagnie des Dombes et du Sud-Est.
Le 29 mars 1877 a eu lieu la mise en service de la ligne entre Cize-Bolozon et La Cluse, par la Compagnie des Dombes et du Sud-Est et l'année suivante, le 19 janvier 1878, celle de la ligne entre Bourg-en-Bresse et Saint-Germain-du-Plain, par le PLM.
Le 1er avril 1882, c'était au tour de la mise en service de la ligne entre La Cluse et Bellegarde-sur-Valserine, par la Compagnie des Dombes et du Sud-Est et en 1883, la Compagnie des Dombes et du Sud-Est est rachetée par le PLM.
En 2013, la gare de Bourg-en-Bresse est en travaux, avec la réalisation d'un passage sous la gare vers le Peloux et donc l'ouverture de la gare côté Ouest. La gare routière est en restructuration, et un parc de stationnement est créé à la place de l'ancien centre de tri postal.

## Fréquentation
Selon les estimations de la SNCF, la fréquentation annuelle de la gare s'élève aux nombres indiqués dans le tableau ci-dessous.
| Année               | 2024      | 2023      | 2022      | 2021      | 2020      | 2019      | 2018      | 2017      | 2016      | 2015      |
| ------------------- | --------- | --------- | --------- | --------- | --------- | --------- | --------- | --------- | --------- | --------- |
| Nombre de voyageurs | 2 062 701 | 1 952 521 | 1 816 923 | 1 453 090 | 1 214 094 | 1 770 487 | 1 662 833 | 1 814 080 | 1 728 014 | 1 784 643 |

## Service des voyageurs

### Accueil
Gare SNCF, elle dispose d'un bâtiment voyageurs, avec guichets et salle d'attente, ouvert tous les jours. Elle est équipée d'automates pour l'achat de titres de transport TER. C'est une gare « accès plus » avec des aménagements, équipements et services pour les personnes à mobilité réduite. Des services sont installés en gare, notamment : un restaurant - bar, une boutique de presse Relay, et un loueur de véhicules et un service de location de vélos.

### Desserte
Bourg-en-Bresse est une gare desservie par des TGV Lyria, sur la relation Paris-Gare-de-Lyon – Bourg-en-Bresse – Bellegarde – Genève-Cornavin – Lausanne.
C'est également une importante gare régionale du réseau TER Auvergne-Rhône-Alpes, située sur les relations :
- Lyon-Perrache – Lyon-Part-Dieu – Bourg-en-Bresse – Brion - Montréal-la-Cluse – Oyonnax
- Lyon-Vaise – Lyon-Perrache – Lyon-Part-Dieu – Villars-les-Dombes – Bourg-en-Bresse
- Lyon-Perrache – Lyon-Part-Dieu – Bourg-en-Bresse – Lons-le-Saunier – Besançon-Viotte – Belfort
- Bourg-en-Bresse – Saint-Amour – Louhans – Dijon-Ville
- Ambérieu-en-Bugey – Bourg-en-Bresse – Mâcon-Ville

Installations et desserte
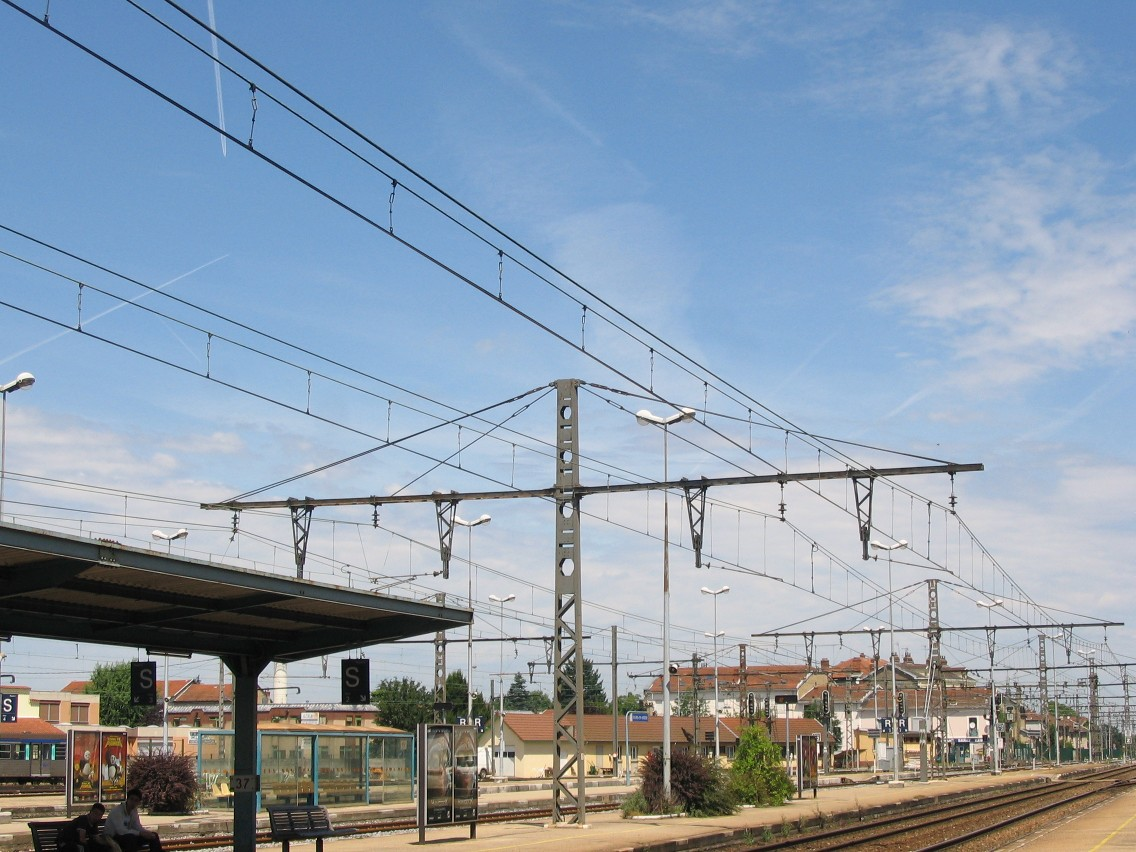
Quais.
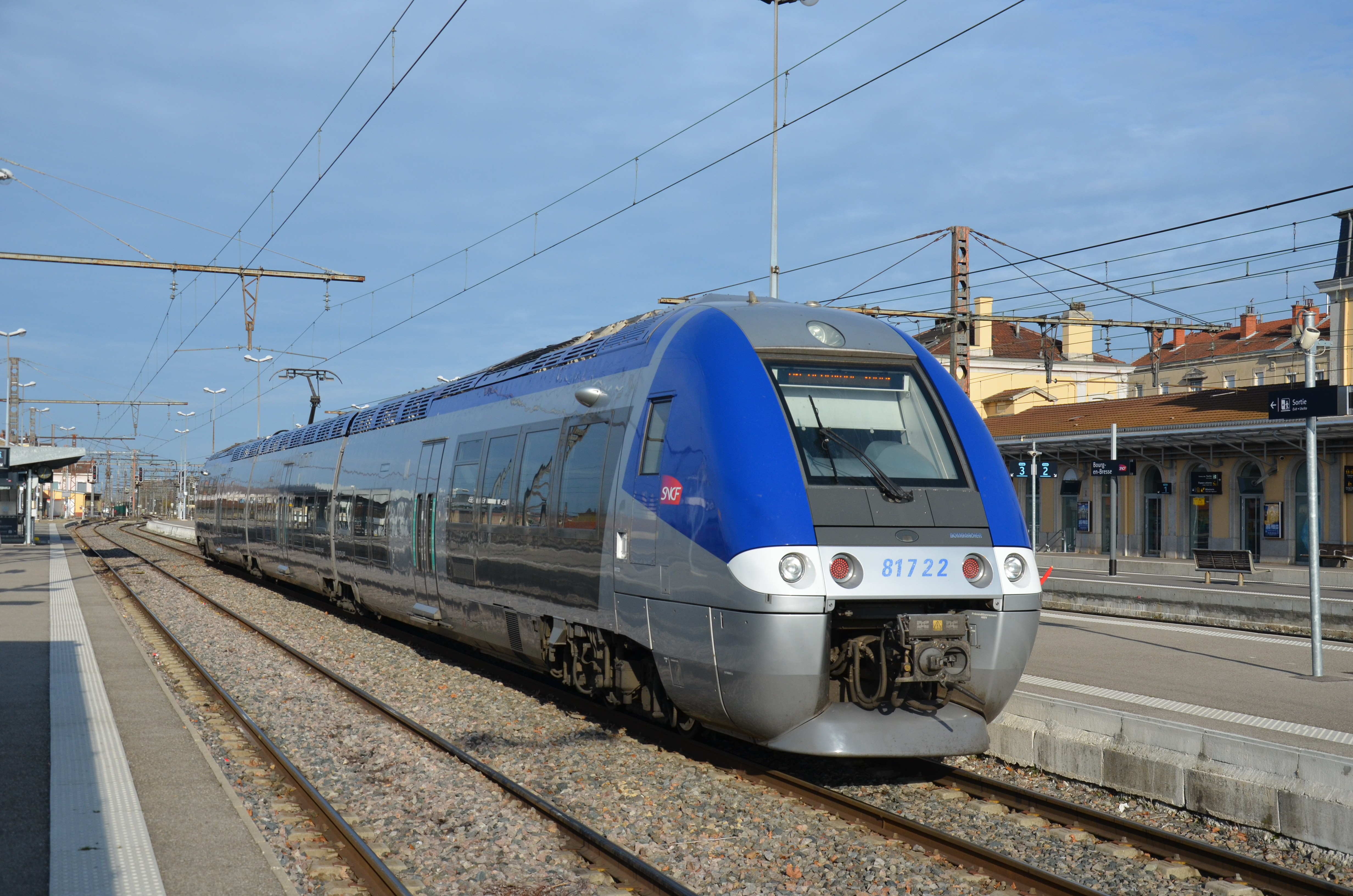
TER.
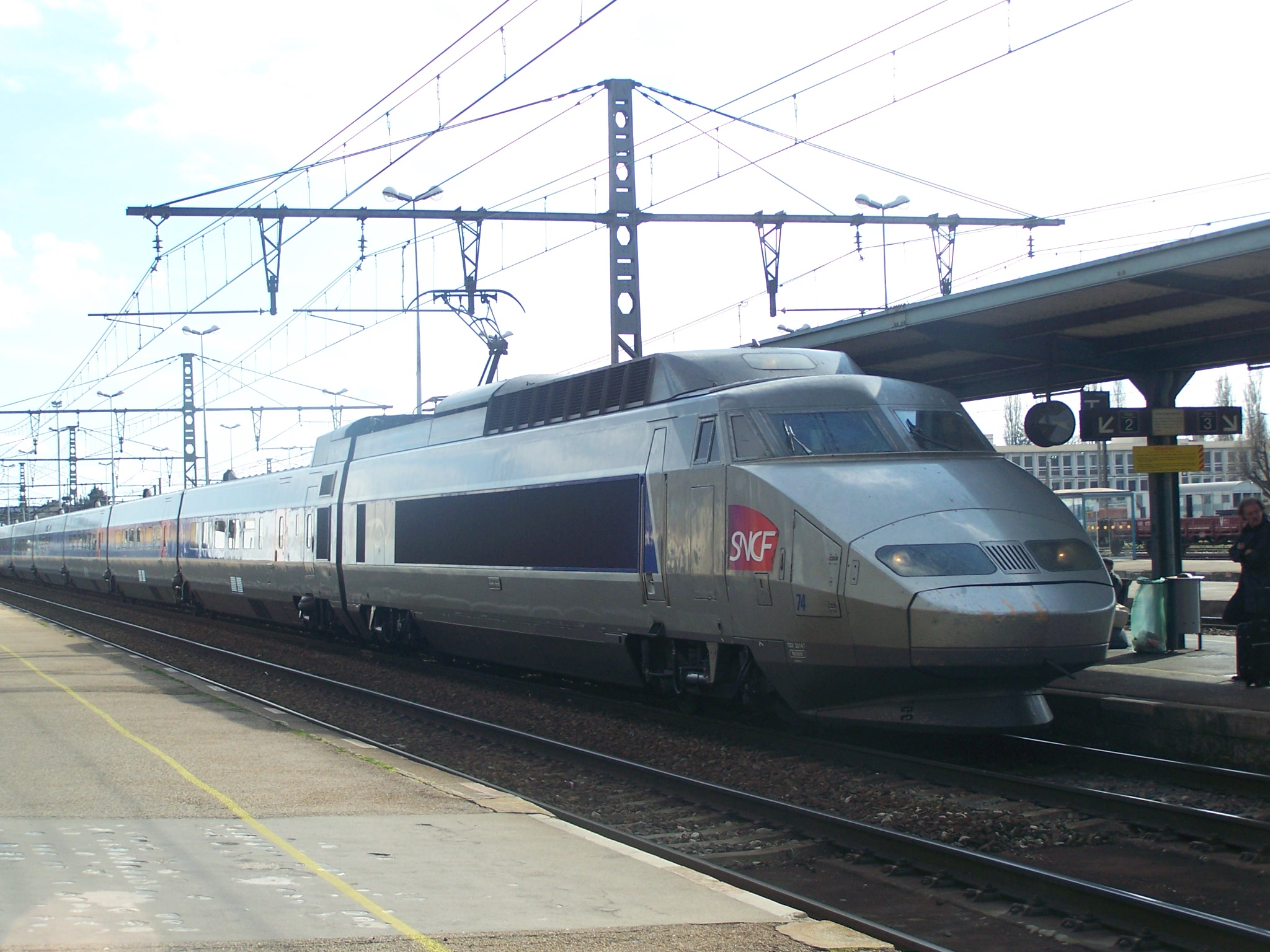
TGV.

### Intermodalité
Un parc pour les vélos (A12 places en consigne collective et accroches vélos en libre accès) et un parc de stationnement sont aménagés à ses abords.
Une station de Vélos en libre-service du réseau Rubis'Vélo, nommée Semard Gare, est située à proximité immédiate de la gare.
Elle est desservie par des bus du réseau Rubis via les lignes 1, 2, 3, 5, 21, 115, 150 et Rubis'City et par les autocars du réseau Cars Région Ain.

Autobus et cars
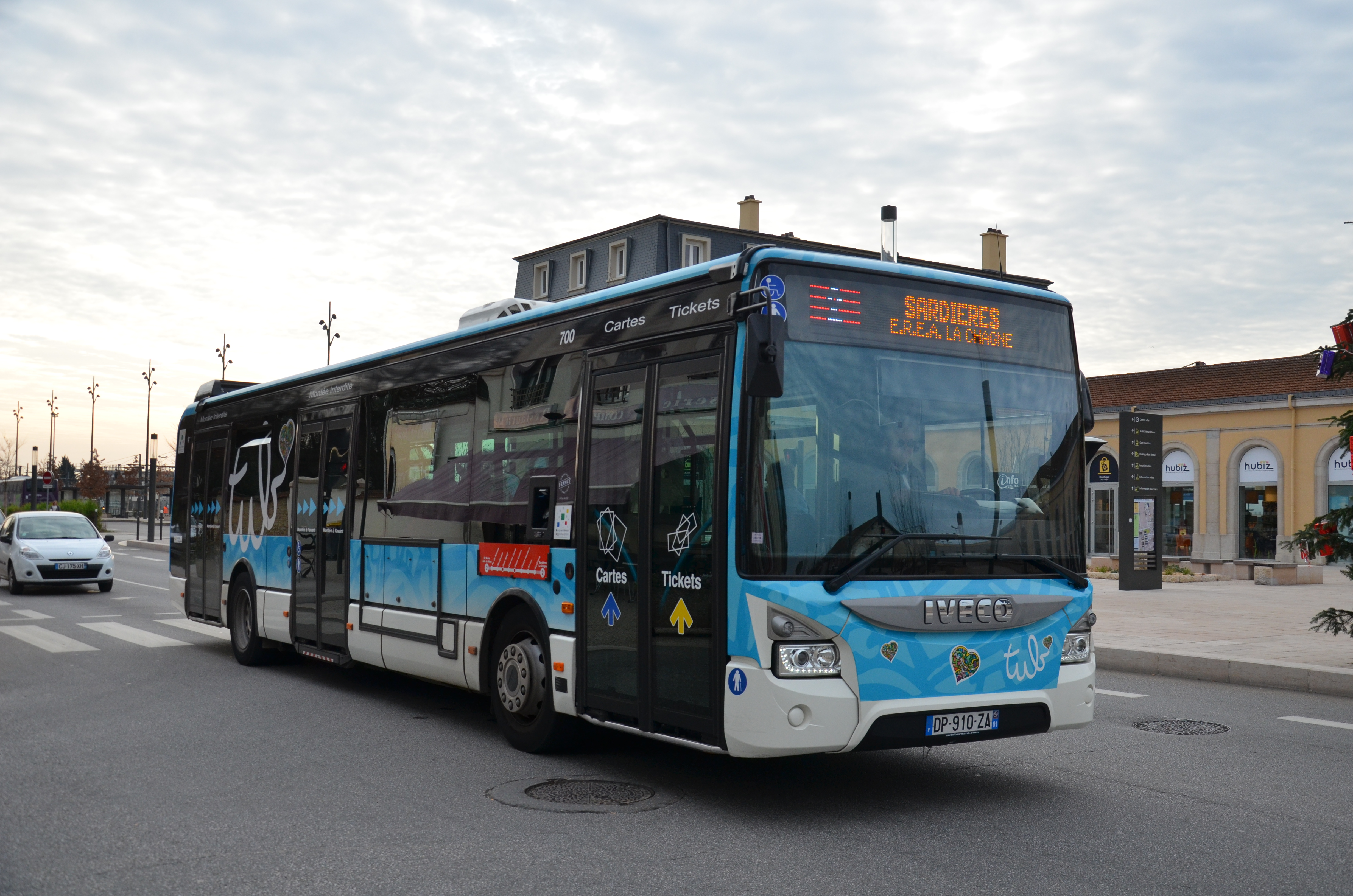
Autobus TUB.
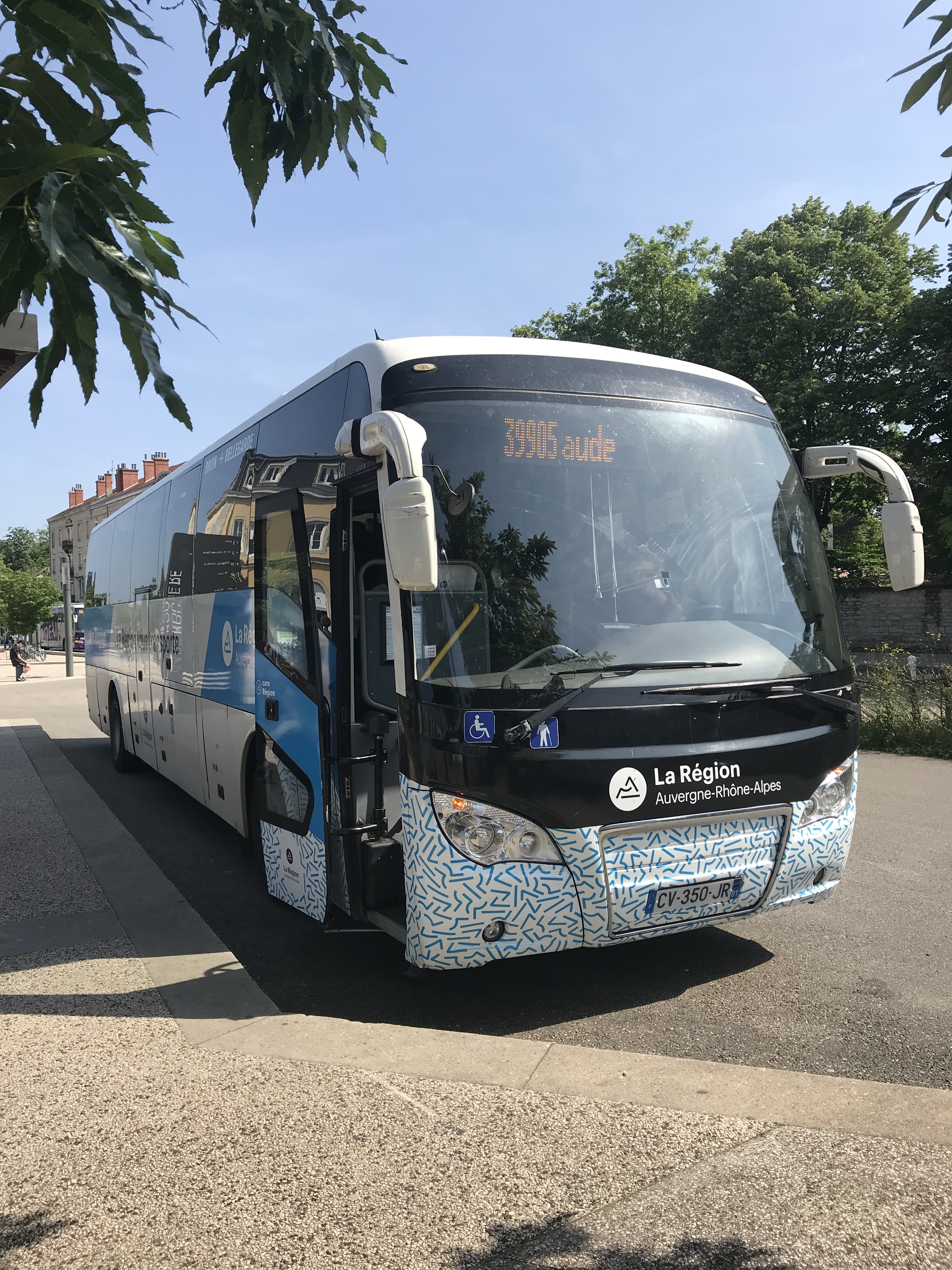
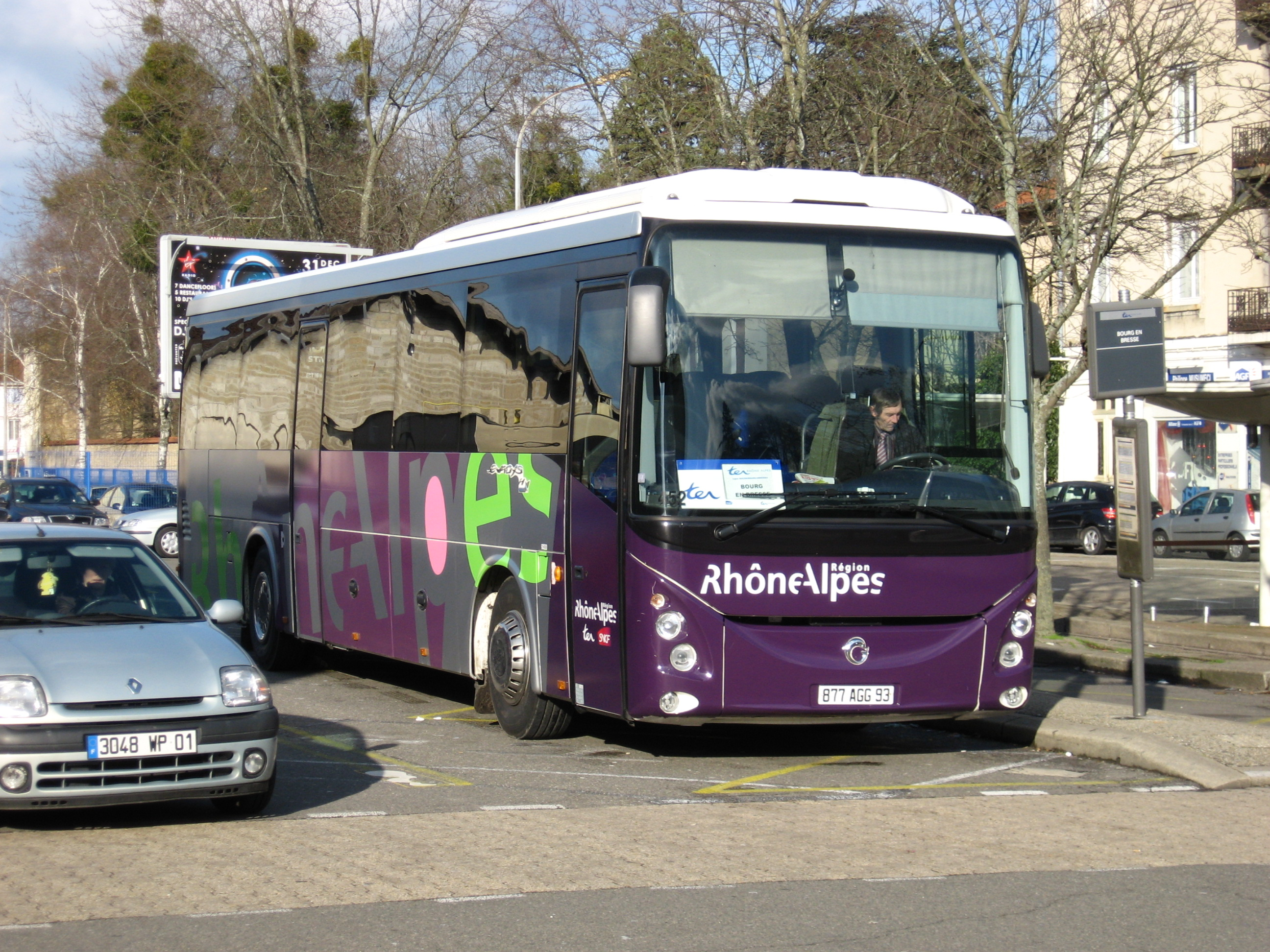
Autocar TER.

## Service des marchandises
La gare de Bourg-en-Bresse est ouverte au service du fret, uniquement pour des trains massifs en gare. Elle dispose d'une grue de 10 tonnes.